# Gagnebina bakoliae
Gagnebina bakoliae là một loài thực vật có hoa trong họ Đậu. Loài này được Luckow & Du Puy mô tả khoa học đầu tiên năm 2000.